# 마쓰다이라 노리쓰구 (자작)

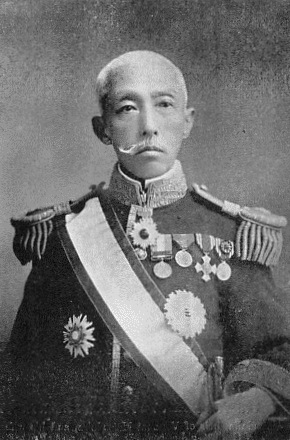
마쓰다이라 노리쓰구

마쓰다이라 노리쓰구(松平乗承)는 메이지 시대부터 쇼와 시대 초기의 정치인이다. 작위는 자작. 귀족원자작의원을 지냈다. 친부는 니시오번주 마쓰다이라 노리야스이며 숙부이자 니시오번 마지막 번주 마쓰다이라 노리쓰네의 양자로 입적되었다. 부인은 다카사키번주 마쓰다이라 데루아키의 딸 미치코(みち子)이며 자식은 노리쓰나(乗統) 등이 있다.
|  | 제1대 (니시오)마쓰다이라가 당주 1884년 ~ 1929년 | 후임 마쓰다이라 노리쓰나 |

| 전임 마쓰다이라 노리쓰네 | 제16대 오규 마쓰다이라 종가 당주 1873년 ~ 1929년 | 후임 마쓰다이라 노리쓰나 |